# Jair Collahuazo
Jair Antonio Collahuazo Vaca (Esmeraldas, Ecuador, 21 de enero de 2006) es un futbolista ecuatoriano que juega como defensa en el New York Red Bulls II de la MLS Next Pro de Estados Unidos.

## Trayectoria
Se formó en las juveniles del Club Sport Emelec llegando a jugar en todas las categorías, en 2023 fue promovido al primer equipo donde fue citado para varios partidos del Campeonato Ecuatoriano sin llegar a debutar.
En 2024 fue cedido por un año con opción a compra al New York Red Bulls II de la MLS Next Pro, torneo de Tercera División de Estados Unidos.

## Selección nacional

### Categorías inferiores
El 5 de enero de 2025 se anunció su convocatoria para disputar el Campeonato Sudamericano Sub-20 en Venezuela. En los días previos al inicio del torneo fue desafectado de la selección, por pedido de su club.

#### Participaciones en Sudamericanos
| Campeonato                  | Sede    | Resultado  | Partidos | Goles |
| --------------------------- | ------- | ---------- | -------- | ----- |
| Sudamericano Sub-17 de 2023 | Ecuador | Subcampeón | 8        | 0     |

#### Participaciones en Copas del Mundo
| Campeonato                  | Sede      | Resultado        | Partidos | Goles |
| --------------------------- | --------- | ---------------- | -------- | ----- |
| Copa Mundial Sub-17 de 2023 | Indonesia | Octavos de final | 4        | 0     |

## Estadísticas

### Clubes
Actualizado al último partido disputado el 15 de agosto de 2025.
| Club                                 | Div.          | Temporada     | Liga  | Liga  | Liga   | Copas nacionales | Copas nacionales | Copas nacionales | Copas internacionales | Copas internacionales | Copas internacionales | Total | Total | Total  |
| Club                                 | Div.          | Temporada     | Part. | Goles | Asist. | Part.            | Goles            | Asist.           | Part.                 | Goles                 | Asist.                | Part. | Goles | Asist. |
| ------------------------------------ | ------------- | ------------- | ----- | ----- | ------ | ---------------- | ---------------- | ---------------- | --------------------- | --------------------- | --------------------- | ----- | ----- | ------ |
| C. S. Emelec · Ecuador               | 1.ª           | 2023          | 0     | 0     | 0      | —                | —                | —                | 0                     | 0                     | 0                     | 0     | 0     | 0      |
| C. S. Emelec · Ecuador               | Total club    | Total club    | 0     | 0     | 0      | 0                | 0                | 0                | 0                     | 0                     | 0                     | 0     | 0     | 0      |
| New York Red Bulls II Estados Unidos | 3.ª           | 2024          | 10    | 0     | 1      | 1                | 0                | 0                | —                     | —                     | —                     | 11    | 0     | 1      |
| New York Red Bulls II Estados Unidos | 3.ª           | 2025          | 19    | 0     | 0      | 0                | 0                | 0                | —                     | —                     | —                     | 19    | 0     | 0      |
| New York Red Bulls II Estados Unidos | Total club    | Total club    | 29    | 0     | 1      | 1                | 0                | 0                | 0                     | 0                     | 0                     | 30    | 0     | 1      |
| Total carrera                        | Total carrera | Total carrera | 29    | 0     | 1      | 1                | 0                | 0                | 0                     | 0                     | 0                     | 30    | 0     | 1      |
| 1.                                   |               |               |       |       |        |                  |                  |                  |                       |                       |                       |       |       |        |